# Live on Ten Legs
Live on Ten Legs es un álbum en vivo de la banda estadounidense de rock alternativo Pearl Jam, el cual fue lanzado el 17 de enero de 2011. El álbum está compuesto de canciones grabadas durante las giras mundiales del grupo entre 2003 y 2010, y es un álbum que acompaña al álbum en vivo de 1998, Live On Two Legs. Todas las canciones en el álbum fueron remezcladas por Brett Eliason, quien ha sido ingeniero de sonido de Pearl Jam por mucho tiempo.
El embalaje del álbum es similar a su recopilación oficial anterior en vivo. El álbum incluye fotografías de la banda en concierto en el interior de la cubierta. En el interior del álbum se pueden encontrar fotos del equipo de giras y reproducciones en color de varios carteles de los conciertos que había dado la banda en ese periodo.

## Recepción de la crítica
Live on Ten Legs ha recibido diversas reseñas de los críticos. El álbum ha sido descrito como "bien producido", pero al mismo tiempo que carece de un "sentimiento en vivo " real. Algunas críticas lo describen como un álbum con un sonido muy de estudio.

## Lista de canciones
Todas las letras escritas por Eddie Vedder, excepto donde se indica.
| N.º | Título                                                | Letras       | Música                                                                | Duración |  |
| 1.  | «Arms Aloft» (cover de Joe Strummer & The Mescaleros) | Joe Strummer | Strummer, Scott Shields, Martin Slattery, Simon Stafford, Luke Bullen | 3:27     |  |
| 2.  | «World Wide Suicide»                                  |              | Vedder                                                                | 3:16     |  |
| 3.  | «Animal»                                              |              | Dave Abbruzzese, Jeff Ament, Stone Gossard, Mike McCready, Vedder     | 2:41     |  |
| 4.  | «Got Some»                                            |              | Ament                                                                 | 2:57     |  |
| 5.  | «State of Love and Trust»                             |              | Vedder, McCready, Ament                                               | 3:18     |  |
| 6.  | «I Am Mine»                                           |              | Vedder                                                                | 3:23     |  |
| 7.  | «Unthought Known»                                     |              | Vedder                                                                | 3:55     |  |
| 8.  | «Rearviewmirror»                                      |              | Abbruzzese, Ament, Gossard, McCready, Vedder                          | 7:00     |  |
| 9.  | «The Fixer»                                           |              | Matt Cameron, McCready, Gossard                                       | 3:27     |  |
| 10. | «Nothing as It Seems»                                 | Jeff Ament   | Ament                                                                 | 5:13     |  |
| 11. | «In Hiding»                                           |              | Gossard                                                               | 4:52     |  |
| 12. | «Just Breathe»                                        |              | Vedder                                                                | 3:53     |  |
| 13. | «Jeremy»                                              |              | Ament                                                                 | 5:19     |  |
| 14. | «Public Image» (Cover de Public Image Ltd)            | John Lydon   | Lydon, Keith Levene, Jah Wobble, Jim Walker                           | 2:52     |  |
| 15. | «Spin the Black Circle»                               |              | Abbruzzese, Ament, Gossard, McCready, Vedder                          | 3:05     |  |
| 16. | «Porch»                                               |              | Vedder                                                                | 7:00     |  |
| 17. | «Alive»                                               |              | Gossard                                                               | 6:21     |  |
| 18. | «Yellow Ledbetter»                                    |              | Ament, McCready, Vedder                                               | 5:20     |  |

## Posiciones en listas
| Lista (2011)          | Mejor Posición |
| --------------------- | -------------- |
| US Billboard 200      | 21             |
| Canadian Albums Chart | 2              |